# Vesoljski teleskop Jamesa Webba
Vesoljski teleskop Jamesa Webba (JWST) je vesoljski teleskop, ki ga je razvila NASA s prispevki Evropske vesoljske agencije (ESA) in Kanadske vesoljske agencije (CSA). Teleskop je dobil ime po Jamesu E. Webbu, ki je od 1961 do 1968 vodil agencijo NASA in je imel osrednjo vlogo v programu Apollo. JWST naj bi nasledil Vesoljski teleskop Hubble kot naslednji vodilni projekt v astrofiziki. JWST je bil lansiran 25. decembra 2021 s poletom Ariane VA256. Teleskop je zasnovan tako, da v primerjavi s Hubblom zagotavlja izboljšano infrardečo ločljivost in večjo občutljivost za opazovanje predmetov, ki so do 100-krat šibkejši; omogočil naj bi širok spekter preiskav na področjih astronomije in kozmologije, tako opazovanje do rdečega premika z≈20 nekaterih najstarejših, najbolj oddaljenih dogodkov in predmetov v vesolju, kot so prve zvezde in oblikovanje prvih galaksij, in pa podrobno atmosfersko karakterizacijo eksoplanetov, ki bi bili zanimivi za naselitev.
Primarno ogledalo JWST premera 6.5 m sestavlja 18 šesterokotnih zrcalnih segmentov iz pozlačenega berilija. Tako ima Webbov teleskop za zbiranje svetlobe na voljo približno 5,6-krat večjo površino kot Hubble s premerom 2,4 m (25,37 m2 površine v primerjavi s 4,525 m2 pri Hubblu). Za razliko od Hubbla, ki vesolje opazuje v bližnjem ultravijoličnem, vidnem in bližnje infrardečem delu (0,1–1,0 μm) spektra, bo JWST opazoval v območju s krajšimi valovnimi dolžinami, od dolgovalovne vidne svetlobe (rdeče) do srednje infrardečega sevanja (0,6–28,3 μm). Tako bo lahko opazoval predmete z visokim rdečim zamikom, ki so za Hubbla prestari, prešibki in preveč oddaljeni. Teleskop je treba držati pod temperaturo 50 K (−223 °C), da so šibki infrardeči signali lahko zaznani brez motenj zaradi drugih virov toplote. Postavljen bo v bližino Lagrangove točke L2 sistema Sonce-Zemlja, približno 1,5 milijona kilometrov proč od Zemlje. Pred toploto Sonca, Zemlje in Lune ga bo ščitil ščitnik v obliki petih rombov.
Za razvoj teleskopa je bil odgovoren Nasin center v Marylandu (Goddard Space Flight Center, GSFC), trenutno pa teleskop upravlja Znanstveni inštitut za vesoljske teleskope. Podjetje Northrop Grumman je bilo odgovorno za izgradnjo teleskopa.
Razvoj se je s proračunom v vrednosti 500 milijonov USD začel leta 1996 za začetek delovanja, ki je bil sprva načrtovan za leto 2007. V letu 2005 je bilo veliko zamud in stroškov, tako z raztrgano sončno izolacijo med testi, priporočilom neodvisne revizijske komisije, kasneje tudi zaradi pandemijo COVID-19,, problemi z izstrelitvijo rakete Ariane 5 in samega teleskopa ter komunikacijskimi vprašanji med teleskopom in izstrelitvenim vozilom. Gradnja je bila končana pozno leta 2016, nato se je začela obsežna faza testiranja.
JWST so lansirali 12:20 UTC 25. decembra 2021 z nosilno raketo Ariane 5 iz vesolskega centra Kourou v Francoski Gvajani, satelit se je od matičnega plovila odcepil 27 minut kasneje. Izstrelitev je NASA opisala kot »brezhibno« in »popolno«. 8. januarja 2022 je bil teleskop v celoti in uspešno konfiguriran v svojo operativno konfiguracijo, 11. februarja pa je dosegel svoj končni cilj, ko je posnel prve fotografije. Več tednov bo še trajalo, da se ohladi na svojo obratovalno temperaturo, nato pa se bo pred začetkom načrtovanega raziskovalnega programa približno pet mesecev preskušal in umerjal s prvimi slikami.

## Lastnosti
Vesoljski teleskop Jamesa Webba je za pol lažji od vesoljskega teleskopa Hubble, vendar pa je Webbovo primarno ogledalo; ki je iz berilija, prevlečeno z zlatom, sestavljeno iz 18 šesterokotnih ogledal, premera 6.5 m; več kot šestkrat večje od Hubblovega 24 m (79 ft). Od tega 09 m2 (97 sq ft) pokrivajo podpore za sekundarno ogledalo, tako da je njegova dejanska površina zbiranja svetlobe približno 5,6-krat večja od Hubblovih 4.525 m2 (48.710 sq ft). Berilij je zelo toga, trda, lahka in nemagnetna kovina, ki se pogosto uporablja v letalstvu in natančno ohranja svojo obliko tudi v ultra hladnem okolju. Zlata prevleka zagotavlja infrardečo odbojnost in vzdržljivost.
JWST je zasnovan predvsem za bližnjo infrardečo astronomijo, lahko pa vidi tudi oranžno in rdeče vidno sevanje ter (odvisno od instrumenta) srednje infrardečo območje. Zazna lahko zazna do 100-krat šibkejše predmete kot Hubble in telesa iz veliko bolj zgodnje zgodovine vesolja, iz časa rdečega premika z≈20 (približno 180 milijonov let po velikem poku). Za primerjavo, najzgodnejše zvezde naj bi nastale med z≈30 in z≈20 (100-180 milijonov let kozmičnega časa), prve galaksije pa morda okoli rdečega premika z≈15 (približno 270 milijonov let kozmičnega časa). Hubble ni zmožen videti dlje kot do zelo zgodnje ponovne ionizacije pri približno z≈11,1 (galaksija GN-z11, kozmični čas 400 milijonov let).
Zasnova se osredotoča na bližnje do srednje infrardeče območje svetlobe iz treh glavnih razlogov:
- predmeti z velikim rdečim premikom (zelo stari in oddaljeni) imajo vidne emisije, ki so premaknjene v infrardeče območje, zato jih danes lahko opazujemo le s pomočjo infrardeče astronomije;
- hladnejši predmeti, kot so diski naplavin in planeti, najmočneje oddajajo v infrardeči svetlobi;
- te infrardeče pasove je težko preučevati s tal ali z obstoječimi vesoljskimi teleskopi, kot je Hubble.

Zemeljski teleskopi morajo gledati skozi Zemljino atmosfero, ki je v številnih infrardečih pasovih neprozorna (glej sliko atmosferske absorpcije). Tudi tam, kjer je atmosfera prozorna, je številne ciljne kemične spojine, kot so voda, ogljikov dioksid in metan, moč najti tudi v Zemljini atmosferi, kar močno otežuje analizo. POleg tega obstoječi vesoljski teleskopi, kot je Hubble, ne morejo preučevati teh pasov, ker njihova zrcala niso dovolj hladna - Hubblovo zrcalo je ohlajeno na približno 15 °C (288 K), tako da že sam teleskop močno seva v infrardečem območju.
JWST lahko opazuje tudi telesa v bližini, recimo v našem osončju, ki imajo navidezno kotno hitrost 0,030 ločnih sekund na sekundo ali manj. To so med drugim planeti in sateliti, kometi in asteroidi izven Zemljine orbite ter »skoraj vsa« znana telesa v Kuiperjevem pasu. Poleg tega lahko opazi sprotne, nenačrtovane cilje v 48 urah po odločitvi za opazovanje, kot so supernove in izbruhe gama žarkov.
JWST bo deloval v halo orbiti in krožil okoli točke v vesolju, znane kot Lagrangeova točka Sonce-Zemlja L2, približno 1.500.000 km izven Zemljine orbite okoli Sonca. Njegov dejanski položaj se bo med kroženjem gibal med približno 250.000 km in 832.000 km od L2, tako da bo izven Zemljine in Lunine sence. Za primerjavo, Hubble kroži 550 km nad zemeljsko površino, Luna pa je približno 400.000 km od Zemlje. Objekti v bližini te točke L2 Sonce-Zemlja lahko krožijo okoli Sonca sinhrono z Zemljo, kar omogoča teleskopu, da ostane na približno stalni razdalji z neprekinjeno orientacijo svojega edinstvenega ščitnika opreme pred Soncem, Zemljo in Luno. Skupaj s svojo široko orbito, ki se izogiba sencam, lahko teleskop hkrati blokira toploto in svetlobo vseh treh teles ter se izogne tudi najmanjšim temperaturnim spremembam senc Zemlje in Lune, hkrati pa ohranja neprekinjeno napajanje s sončno energijo in komunikacijo z Zemljo z proti Soncu obrnjeni strani. Tako bo vesoljsko plovilo ostalo na konstantni temperaturi pod 50 K (–223 °C), ki je potrebna za šibka infrardeča opazovanja.

Servisiranje JWST zaenkrat ni načrtovano. Misija s posadko za popravilo ali razširitev observatorija, kot je bilo storjeno za Hubble, bi bila nemogoča, in po besedah pridruženega administratorja Nase Thomasa Zurbuchena so kljub vsem prizadevanjem ugotovili, da je oddaljena misija brez posadke presegala takratno tehnologijo, ko je bil JWST zasnovan. Ob uspešnem lansiranju je NASA objavila pripraviljene olajšave za morebitne servisne misije v prihodnje, tako med drugim natančna vodila v obliki križev na površini JWST, rezervoarje za gorivo, ki jih je mogoče ponovno napolniti, odstranljivo toplotno zaščito in dostope za montažo.
- pogled na JSWT od zgoraj
- Pogled od spodaj (na stran, obrnjeno proti soncu)

### Zaščita pred soncem
JWST je treba ohranjati pod 50 K (–223,2 °C), ker bi drugače infrardeče sevanje iz samega teleskopa preplavilo njegove instrumente. Zato uporablja velik ščitnik pred svetlobo in toploto Sonca, Zemlje in Lune, njegov položaj blizu Sonca-Zemlja L2 pa ohranja vsa tri telesa ves čas na isti strani vesoljskega plovila. Njegova halo orbita okoli točke L2 se izogiba senci Zemlje in Lune ter ohranja stalno okolje za delovanje tako sončnega ščita kakor tudi sončnih celic. Zaščita vzdržuje stabilno temperaturo za strukture na osojni strani, kar je ključnega pomena za vzdrževanje natančne prostorske poravnave primarnih zrcalnih segmentov.
Petslojni ščitnik za sončenje, vsak sloj tanek kot človeški las, je izdelan iz Kaptona E, komercialno dostopnega poliimidnega filma podjetja DuPont ter membran, dodatno prevlečenih z aluminijem na obeh straneh. Zgornji površini dveh membran, ki sta obrnjeni proti Soncu, sta dodatno prevlečeni s plastjo dopiranega silicij, ki odbija sončno toploto nazaj v vesolje. Med dejavniki, ki so odložili projekt, so bile nenamerna raztrganja teh površin med testiranjem leta 2018.
Sončni ščit je bil zasnovan tako, da se dvanajstkrat zložen prilega v nosilni obod rakete Ariane 5, ki v premeru meri 457 m (1.499 ft) in 1.619 m (5.312 ft) v dolžino. Po načrtih so dokončno razporejene dimenzije ščita 14.162 m × 21.197 m (46.463 ft × 69.544 ft). Senčnik so ročno izdelali v podjetju ManTech (NeXolve) v Huntsvillu v Alabami, potem pa ga poslali na testiranje v Northrop Grumman v Redondo Beachu v Kaliforniji.
Zaradi sončnega ščita ima JWST vedno omejeno vidno področje. Teleskop lahko s svojega mesta v danem trenutku vidi 40 odstotkov neba in celotno nebo v obdobju šestih mesecev, kolikor časa potrebuje za pol poti okoli Sonca.

### Optika
Primarno ogledalo JWST ima premer 65 m (213 ft), v obliki pozlačenega berilijevega reflektorja z zbiralno površino je 254 m2 (2.730 sq ft). Izdelano v enem samem kosu bi bilo preveliko za nosilne rakete, ki so bile tedaj na voljo. Ogledalo je tako sestavljeno iz 18 šesterokotnih segmentov ( več-zrcalni teleskop Guida Horna d'Arturoja ), ki so se po izstrelitvi teleskopa preuredili. Zaznavanje valovne fronte na ravnini slike se uporablja za pravilno namestitev zrcalnih segmentov s pomočjo zelo natančnih mikro motorjev. Po tej začetni konfiguraciji so potrebne le občasne posodobitve vsakih nekaj dni, da se ohrani optimalni fokus.  Pri ozemeljskih teleskopih, kot so na primer teleskopih Keck je treba z  aktivno optiko nenehno prilagajati zrcalne segmente, da se nevtralizirajo učinki gravitacije in vremenskih motenj. Teleskop Webb bo uporabljal 126 motorčkov za občasno prilagajanje optike, glede na to, da je v vesolju malo okoljskih motenj za teleskop. 
JWST optično je JSWT zasnovan kot anastigmat s tremi zrcali,  ki uporablja ukrivljeno sekundarno in terciarno zrcalo za preslikavo brez optičnih aberacij v širokem polju. Sekundarno ogledalo ima premer 074 m (243 ft). Poleg tega je na voljo fino krmilno ogledalo, ki lahko prilagodi svoj položaj večkrat na sekundo, da zagotovi stabilizacijo slike. Primarni segmenti ogledala so na zadnji strani izvotljeni v obliki satja, da se jim zmanjša teža.
Ball Aerospace & Technologies je bil glavni optični podizvajalec za projekt JWST, ki ga vodi glavni izvajalec Northrop Grumman Aerospace Systems, po pogodbi NASA Goddard Space Flight Center v Greenbeltu v Marylandu. Podjetje Ball Aerospace & Technologies je izdelalo in poliralo osemnajst primarnih segmentov ogledal, sekundarnih, terciarnih in finih krmilnih ogledal ter rezervnih delov iz surovih segmentov iz berilija (proizvod več podjetij, med drugim Axsys, Brush Wellman in Tinsley Laboratories).

### Znanstveni instrumenti
Integrirani znanstveni instrumentni modul (ISIM) je okvir, ki teleskopu Webb zagotavlja električno energijo, računalniške vire, zmogljivost hlajenja in strukturno stabilnost. Narejen je iz vezanega grafitno-epoksidnega kompozita, pritrjenega na spodnjo stran teleskopa. ISIM vsebuje štiri znanstvene instrumente in kamero za vodenje.
- NIRCam (bližnja infrardeča kamera) je infrardeča slikovna naprava, ki bo imela spektralno pokritost od roba vidnega (0,6 μm) do bližnje infrardeče (5 μm)[61][62]. Na voljo je 10 senzorjev s po 4 mega pik. NIRCam bo služil tudi kot senzor valovne fronte observatorija, ki je potreben za zaznavanje valovne fronte in nadzor. NIRCam je zgradila ekipa, ki jo vodi Univerza v Arizoni, z glavno raziskovalko Marcio J. Rieke. Industrijski partner je Lockheed-Martinov napredni tehnološki center v Palo Altu v Kaliforniji. .[63]
- NIRSpec (Near InfraRed Spectrograph) se bo ukvarjal s spektroskopijo na istem območju valovnih dolžin. Zgradila ga je Evropska vesoljska agencija pri ESTEC v Noordwijku na Nizozemskem. Vodilna razvojna ekipa vključuje člane iz Airbus Defense and Space, Ottobrunna in Friedrichshafena v Nemčiji ter Goddard Space Flight Centra, s Pierrom Ferruitom (École normale supérieure de Lyon) kot projektnim znanstvenikom NIRSpec. Zasnova NIRSpec zagotavlja tri načine opazovanja: način nizke ločljivosti z uporabo prizme, način R~1000 z več objekti in R~2700 integralno polje ali način spektroskopije z dolgo režo.[64] Preklapljanje načinov se izvede z uporabo mehanizma za predhodno izbiro valovne dolžine (tako imenovana naprava z filtrirnim kolesom) in izbiro ustreznega disperzivnega elementa (prizme ali rešetke). [65] Oba mehanizma temeljita na uspešnih mehanizmih ISOPHOT s kolesom Infrardečega vesoljskega observatorija. Način za več teles se opira na zapleten mehanizem mikro-zaklopa, ki omogoča hkratno opazovanje na stotine posameznih točk kjer koli v vidnem polju NIRSpec. Na voljo sta dva senzorja s 4 milijoni slikovnih pik. Mehanizme in njihove optične elemente je zasnoval, integriral in testiral Carl Zeiss Optronics GmbH. Oberkochen, Nemčija, po pogodbi z Astriumom .[66]
- MIRI (srednji infrardeči instrument) bo meril srednje do dolge infrardeče valovne dolžine od 5 do 27 μm. [67] Vsebuje srednjo infrardečo kamero kot slikovni spektrometer. MIRI je bil razvit v sodelovanju med NASA in konzorcijem evropskih držav, vodita pa ga George Rieke (Univerza v Arizoni) in Gillian Wright (UK Astronomy Technology Centre, Edinburgh, Škotska, del sveta za znanost in tehnologijo (STFC))[68]). MIRI ima podobne kolesne mehanizme kot NIRSpec, ki jih prav tako razvil in izdelal Carl Zeiss Optronics GmbH po pogodbi z Inštitutom za astronomijo Max Planck, Heidelberg, Nemčija. Dokončan sklop optične klopi MIRI je bil sredi leta 2012 dostavljen Goddardovemu centru za vesoljske polete za končno integracijo v ISIM. Temperatura MIRI ne sme presegati 6 K (–267 °C; −449 °F): zagotavlja jo mehanski hladilnik helija, nameščen na topli strani okoljskega ščita.[69]
- FGS/NIRISS (Senzor finega usmerjanja in bližnje infrardeče slikanje in spektrograf brez rež), ki ga vodi Kanadska vesoljska agencija pod projektnim znanstvenikom Johnom Hutchingsom (Herzbergov raziskovalni center za astronomijo in astrofiziko, Nacionalni raziskovalni svet), se uporablja za stabilizacijo med znanstvenimi opazovanji. Meritve FGS se uporabljajo za nadzor celotne orientacije vesoljskega plovila in za pogon finega krmilnega ogledala za stabilizacijo slike. Kanadska vesoljska agencija zagotavlja tudi modul bližnje infrardečega snemalnika in spektrografa brez rež (NIRISS) za astronomsko slikanje in spektroskopijo v območju valovnih dolžin od 0,8 do 5 μm, ki ga vodi glavni raziskovalec René Doyon z Université de Montréal. Ker je NIRISS fizično nameščen skupaj s FGS, ju pogosto imajo za eno samo enoto. Služita pa povsem različnim namenom, ena naprava je znanstveni instrument, druga pa del podporne infrastrukture observatorija.

NIRCam in MIRI imata koronografe, ki blokirajo zvezdno svetlobo za opazovanje šibkih ciljev, kot so planeti izven sončnega sistema in diski okoli zelo blizu svetlih zvezd .
Infrardeče detektorje za module NIRCam, NIRSpec, FGS in NIRISS je dostavilo podjetje Teledyne Imaging Sensors (prej Rockwell Scientific Company). Inženirska skupina za integrirani znanstveni instrumentni modul (Integrated Science Instrument Module - ISIM), vesoljski teleskop Jamesa Webba (JWST) in inženirska skupina za upravljanje in obdelavo podatkov (integrated Command and Data Handling ICDH) uporabljajo SpaceWire za pošiljanje podatkov med znanstvenimi instrumenti in opremo za obdelavo podatkov. 

### Vodilo vesoljskega plovila
Vodilo vesoljskega plovila je primarna podporna komponenta vesoljskega teleskopa James Webb, ki gosti številne računalniške, komunikacijske, električne, pogonske in strukturne dele. Skupaj s sončnim ščitom tvori element vesoljskega plovila vesoljskega teleskopa. Druga dva glavna elementa JWST sta integrirani znanstveni instrumentni modul (ISIM) in optični teleskop (OTE). Področje 3 ISIM je tudi znotraj vodil vesoljskega plovila; vključuje podsistem za upravljanje in obdelavo podatkov ISIM ter krio-hladilnik MIRI. Vodilo vesoljskega plovila je povezano z elementom optičnega teleskopa prek premičnega stolpa, jki je povezan tudi s ščitnikom pred soncem. Vodilo vesoljskega plovila je na  "topli" strani sončnega ščita, obrnjeno proti soncu, in deluje pri temperaturi približno 300 K (27 °C; 80 °F).
Vodilo vesoljskega plovila ima maso 350 kg (770 lb) in mora podpirati vesoljski teleskop s težo 6.200 kg (13.700 lb) . Izdelano je pretežno iz grafitnega kompozitnega materiala. Sestavili so ga v Kaliforniji, montaža je bila končana leta 2015, nato pa ga je bilo treba pred izstrelitvijo leta 2021 združiti s preostalim vesoljskim teleskopom. Vodilo vesoljskega plovila lahko obrača teleskop z natančnostjo do ene ločne sekunde in izolira vibracije tja do dveh miliarcsekund.
V osrednji računalniški, pomnilniški in komunikacijski opremi procesor in programska oprema usmerjata podatke v instrumente in iz njih, v polprevodniško pomnilniško jedro in v komunikacijski sistem, ki lahko pošilja podatke na Zemljo in sprejema ukaze. Računalnik nadzoruje tudi usmeritev vesoljskega plovila, zajema podatke iz žiroskopov in sledilnika zvezd ter pošilja ukaze reakcijskim kolesom ali potisnim elementom.
Webb ima dva para raketnih motorjev (en par za redundanco) za popravke smeri na poti do L2 in za stabilizacijo pravilnega položaja v orbiti halo. Osem manjših potisnih puš se uporablja za nadzor položaja – tj. za pravilno usmerjanje vesoljskega plovila.  Motorji uporabljajo hidrazin kot gorivo (159 L ob lansiranju) in dušikov tetroksid kot oksidant (79.5 L ob lansiranju). 

## Primerjava z drugimi teleskopi
Želja po velikem infrardečem vesoljskem teleskopu sega desetletja nazaj. V Združenih državah so načrtovali vesoljsko infrardečo teleskopsko delavnico (Space Infrared Telescope Facility - SIRTF, kasneje preimenovan v Spitzer Space Telescope), medtem ko je bil Space Shuttle še bil razvoju, in že takrat so se zavedali njegovih možnosti za infrardečo astronomijo.  V primerjavi s zemeljskimi teleskopi vesoljske opazovalnice nimajo težav zaradi atmosferske absorpcije infrardeče svetlobe. Vesoljski observatoriji so astronomom odprli povsem "nova nebesa". 
Redka atmosfera nad 400 km nazivne višine leta nima merljive absorpcije, tako da lahko detektorji, ki delujejo na vseh valovnih dolžinah od 5 μm do 1000 μm, dosežejo visoko radiometrično občutljivost.
Infrardeči teleskopi pa imajo pomanjkljivost: ostati morajo izjemno hladni in daljša kot je valovna dolžina infrardečih teleskopov, hladnejši morajo biti. Sicer toplota v ozadju same naprave preplavi detektorje, zaradi česar je dejansko slepa. To je mogoče premagati s skrbno zasnovo vesoljskega plovila, zlasti s postavitvijo teleskopa v dewar z izjemno hladno snovjo, kot je tekoči helij. To je pomenilo, da ima večina infrardečih teleskopov življenjsko dobo, omejeno s hladilno tekočino, le nekaj mesecev, morda največ nekaj let. 
V nekaterih primerih je bilo mogoče s pametno zasnovo vesoljskega plovila vzdrževati dovolj nizko temperaturo in tako omogočiti omogočila opazovanja blizu v bližnjem infra-rdečem območju brez dovoda hladilne tekočine, (v primeru vesoljskega teleskopa Spitzer in Wide-field Infrared Survey Explorer). Drug primer je Hubblova infrardeča kamera in več-telesnim spektrometer (NICMOS), ki je ob začetku uporabljal blok dušikovega ledu, ki se je po nekaj letih izčrpal, in ki so ga predelali v krio-hladilnik, ki je deloval neprekinjeno. Vesoljski teleskop Jamesa Webba je zasnovan tako, da se hladi sam brez dewar posode s kombinacijo sončnikov in sevalnih teles, pri čemer srednje infrardeči instrument uporablja dodatni krio-hladilnik. 
| Ime                                                              | Leto | Valovna dolžina (μm) | Apertura (m) | Hlajenje                          |
| ---------------------------------------------------------------- | ---- | -------------------- | ------------ | --------------------------------- |
| Spacelab Infrared Telescope (IRT)                                | 1985 | 1.7–118              | 0.15         | Helij                             |
| Infrared Space Observatory (ISO)                                 | 1995 | 2.5–240              | 0.60         | Helij                             |
| Hubble Space Telescope Imaging Spectrograph (STIS)               | 1997 | 0.115–1.03           | 2.4          | Pasivno                           |
| Hubble Near Infrared Camera / Multi-Object Spectrometer (NICMOS) | 1997 | 0.8–2.4              | 2.4          | Dušik, kasneje krio hladilnik     |
| Spitzer Space Telescope                                          | 2003 | 3–180                | 0.85         | Helij                             |
| Hubble Wide Field Camera 3 (WFC3)                                | 2009 | 0.2–1.7              | 2.4          | Pasivno, in termo električno      |
| Herschel Space Observatory                                       | 2009 | 55–672               | 3.5          | Helij                             |
| James Webb Space Telescope                                       | 2021 | 0.6–28.5             | 6.5          | Pasivno, in krio hladilnik (MIRI) |

Zamude in zvišanje stroškov JWST je mogoče primerjati z vesoljskim teleskopom Hubble. OB začetku leta 1972 naj bi Hubble uradna ocena stroškov znašala 300 milijonov ameriških dolarjev (ali približno 1 milijardo ameriških dolarjev v stalnih dolarjih iz leta 2006), toda ko je leta 1990 odletel v orbito, so bili stroški približno štirikrat večji. Poleg tega so novi instrumenti in odprave za servis do leta 2006 povečale stroške na vsaj 9 milijard USD.
Od drugih NASA observatorijev, ki so jih predlagali približno v istem času, so večino že preklicali ali prestavili na kasneje, tako Zemeljski iskalnik planetov (Terrestrial Planet Finder 2011), Vesoljska intertferometrska misija (Space Interferometry Mission - 2010), Mednarodni rentgenski laboratorij ( International X-ray Observatory - 2011), MAXIM ( Misija za rentgensko slikanje mikroločne sekunde - Microarcsecond X-ray Imaging Mission), Vesoljski za daljni infrardeči pas an eno aperturo (SAFIR - Single Aperture Far-Infrared Observatory), Vesoljni laboratorij za ultravijoličasti pas (Space Ultraviolet-Visible Observatory), in Submilimetrska sonda evolucije kozmične strukture ( SPECS - Submillimeter Probe of the Evolution of Cosmic Structure).  

## Zgodovina

### Ozadje
| Leto | Dogodki                                             |
| ---- | --------------------------------------------------- |
| 1996 | Začel se je vesoljski teleskop naslednje generacije |
| 2002 | z imenom vesoljski teleskop Jamesa Webba, 8 do 6 m  |
| 2004 | NEXUS preklican                                     |
| 2007 | MOU ESA/NASA                                        |
| 2010 | MCDR opravljen                                      |
| 2011 | Predlagani preklic                                  |
| 2016 | Končna montaža zaključena                           |
| 2021 | Start                                               |

Razprave o nadaljevanju Hubbla so se začele v 80. letih, vendar se je resno načrtovanje začelo v začetku 90. let.  Hi-Z teleskopski koncept je bil razvit med letoma 1989 in 1994: popolnoma omeden 4 m (13 ft) infrardeči teleskop, ki bi se s 3 astronomsko enoto (AU) ukinil na tirnico. ). Ta oddaljena orbita bi imela koristi od zmanjšanega svetlobnega hrupa zodijačnega prahu.  Drugi zgodnji načrti so pozvali k misiji predpogodbenega teleskopa NEXUS(AU).
Izboljševanje prvotne porazne zmogljivosti vesoljskega teleskopa Hubble v prvih letih je igralo pomembno vlogo pri rojstvu JWST. Leta 1993 je NASA opravila misijo Space Shuttle, ki bo nosila zamenjavo za HST-jevo kamero in retrofit za njegov slikovni spektrograf, da bi nadomestila sferično aberacijo v svojem primarnem ogledalu. Medtem ko je astronomska skupnost vneto počakala na to misijo, je NASA ob tem izjemnem napredku pri delu v vesolju nosila veliko tveganje in da njen uspešen konec ni bil na noben način zagotovljen.
Zaradi tega so sklicali leta 1995 "Odbor HST in po njem" ("HST & Beyond Committee"), odbor vodilnih ameriških astronomov, da bi ocenil učinkovitost odprav z namenom popravil in raziskal ideje, potrebne za prihodnje vesoljske teleskope, če bi misija popravila bila neuspešna. Odbor je imel srečo, da je decembra 1993 videl uspeh misije za servisiranje Space Shuttle 1 in neverjetni javni odziv na osupljive slike, ki jih je poslal HST. Astronomska skupnost in sama NASA sta bili navdušeni.
Spodbujen z uspehom HST in s priznanjem za inovativno dela v Evropi za prihodnje misije   je poročilo iz leta 1996 raziskalo koncept večjega in veliko hladnejšega, infrardeče občutljivega teleskopa, ki bi lahko v kozmičnem času posegel nazaj vse do rojstva prvih galaksij. Ta visoko prioritetni znanstveni cilj je bil zunaj zmožnosti HST, ker ga je kot topel teleskop slepilo infrardeče sevanje lastnega optičnega sistema. Poleg priporočil, da se misijo HST podaljša do leta 2005 in razvije tehnologije za iskanje planetov okoli drugih zvezd, se je NASA odločila za glavni predlog HST & Beyond  za velik, hladen vesoljski teleskop (sevalno ohlajen na stotine stopinj pod 0 °C) in začela proces načrtovati prihodnji JWST.
Začetek v šestdesetih letih prejšnjega stoletja in ob začetku vsakega desetletja odtlej so nacionalne akademije sklicevale skupnost ameriških astronomov, da bi ustvarjalno razmišljali o astronomskih instrumentih in raziskavah za naslednje desetletje ter dosegli soglasje o ciljih in prednostnih nalogah. NASA, zvesta podpornica teh "desetletnih raziskav astronomije in astrofizike", je bila tudi izjemno uspešna pri razvoju programov in orodij za izpolnjevanje priporočil raziskav. Tako je astronomska skupnost, tudi ob precejšnji podpori in vznemirjenju proti koncu prejšnjega stoletja, da je NASA začela delati na nasledniku HST, štela za bistvenega pomena visoko prednostno nalogo Dekadne raziskave iz leta 2000.
Priprave na raziskavo so vključevale nadaljnji razvoj znanstvenega programa za tako imenovani vesoljski teleskop naslednje generacije  in napredek v ustreznih tehnologijah s strani NASA. S časom je preučevanje rojstva galaksij v mladem vesolju in iskanje planetov okoli drugih zvezd –  prišlo na vrh ciljev "Origins" HST & Beyond.
Pozno v devetdesetih letih je NASA ustanovila "Pododbor za ORIGINS" za ta projekt in "Pododbor po Einsteinu" za pregled idej za misij, kjer je vesolje laboratorij za temeljno astrofiziko, na primer črne luknje in supernove. Kot so upali, je NGST v desetletni raziskavi astronomije in astrofizike iz leta 2000 prejel najvišjo oceno , kar je omogočilo nadaljevanje projekta s popolno podporo in soglasjem skupnosti.
Administrator pri Nasi, Dan Goldin, je skoval besedno zvezo "hitreje, bolje, ceneje" in se odločil za naslednji velik preskok paradigme za astronomijo, in sicer za skok čez mejo enega samega ogledala. To je pomenilo prehod od "izločevanja gibljivih delov" k "privaditi se na premične dele" (tj. na segmentirano optiko). Da desetkrat zniža težo, so se najprej lotili silicijevega karbida z zelo tanko plastjo stekla na vrhu, na koncu pa se odločili za berilij. 
"Hitreje, bolje, ceneje" sredi 90ih let je rodila koncept NGST z aperturo 8 na točki L2, s ceno 500 milijonov USD. Leta 1997 je NASA sodelovala z Goddard Space Flight Center, Ball Aerospace & Technologies in TRW za izvedbo tehničnih zahtevanih in stroškovnih študij treh različnih konceptov, leta 1999 pa je za predhodne konceptne študije izbrala Lockheed Martin in TRW. Izstrelitev je bila v tem času načrtovana za leto 2007, vendar je bil datum izstrelitve večkrat potisnjena nazaj (glej tabelo naprej navzdol).
Projekt je dobil ime po drugem upravitelju NASA (1961–1968) Jamesu E. Webbu (1906–1992). Webb je vodil agencijo med programom Apollo in uveljavil znanstvene raziskave kot osrednjo dejavnost Nase. JWST je Nasin projekt z mednarodnim sodelovanjem Evropske vesoljske agencije (ESA) in Kanadske vesoljske agencije (CSA).
Leta 2003 je NASA naročila pri TRW za JWST prvo pogodbo v vrednosti 824,8 milijona dolarjev. Po načrtu je šlo za setirano primarno ogledalo in start v 2010.  Kasneje istega leta je TRW v sovražni ponudbi kupil Northrop Grumman in postal Northrop Grumman Space Technology. 
JWST je projekt Nase, z mednarodnim sodelovanjem Evropske vesoljske agencije (ESA) in Kanadske vesoljske agencije (CSA), ki sta se uradno pridružili leta 2004 oziroma 2007.

### Razvoj - sprememba načrtov - 2005
Rast stroškov, ki je bila razkrita spomladi 2005, je zahtevala ponovno načrtovanje avgusta 2005. Primarni tehnični rezultati ponovnega načrtovanja so bile pomembne spremembe načrtov integracije in preskusov, 22-mesečna zamuda pri izstrelitvi (od 2011 do 2013) in odprava preskusov na ravni sistema za načine opazovanja pri valovni dolžini, krajši od 1,7 μm. Druge glavne značilnosti observatorija so bile nespremenjene. Po novem načrtovanju je bil projekt neodvisno pregledan aprila 2006.

### Gradnja (podrobni projekt - od 2007)
Januarja 2007 je devet od desetih postavk tehnološkega razvoja v projektu uspešno prestalo neodvisni kontrolni proces  Te tehnologije so se štele za dovolj zrele za odpravo pomembnih tveganj v projektu. Preostali tehnološki razvojni element (MIRI krio hladilnik) je aprila 2007 zaključil svoj mejnik tehnološkega zorenja. Ta tehnološki pregled je predstavljal začetni korak v procesu, ki je končno premaknil projekt v fazo podrobnega načrtovanja (faza C). Do maja 2007 so bili stroški še vedno dosegljivi.  Marca 2008 je projekt uspešno zaključil idejni pregled projekta (PDR). Aprila 2008 je projekt šel skozi neodvisen pregledni proces. Drugi opravljeni pregledi vključujejo pregled modula integriranega znanstvenega instrumenta marca 2009, pregled elementa optičnega teleskopa, ki je bil zaključen oktobra 2009, in pregled zaščite pred soncem, zaključen januarja 2010. 
Marca 2018 je NASA odložila izstrelitev JWST-a za dodatno leto na maj 2020, potem ko se je ščitnik za zaščito teleskopa med testiranjem pretrgal in kabli sončnega ščita niso dovolj zategnjeni. V juniju 2018 je NASA odložila začetek za dodatnih 10 mesecev na marec 2021, na podlagi ocene neodvisnega odbora za pregled, sklicanega po neuspešni uvedbi testa marca 2018. V pregledu je bilo ugotovljeno, da ima zagon in uvajanje JWST 344 možnih enkratnih odpovedi - nalog, ki ob neuspehu niso imele druge alternative ali možnosti za okrevanje, zato je moral teleskop uspeti pri vsaki od njih. Avgusta 2019 je bila končana mehanska integracija teleskopa, 12 let po prvotnem planu leta 2007.
Po končani gradnji je JWST opravil končne teste v tovarni Northrop Grumman v Redondo Beachu v Kaliforniji.  Ladja s teleskopom je 26. septembra 2021 zapustila Kalifornijo in po plovbi skozi Panamski prekop in prispela v Francosko Gvajano 12. oktobra 2021. 

### Težave s stroški in urnikom
Življenjski stroški nase za projekt naj bi bili 9,7 milijarde USD, od tega 8,8 milijarde US$ za načrtovanje in razvoj vesoljskih plovil, 861 milijonov US$ pa naj bi podprlo pet let misij . Predstavniki ESA in CSA so naveli, da njihovi prispevki za projekte znašajo približno 700 milijonov EUR oziroma 200 milijonov EUR. 
JWST ima zgodovino velikih prekoračitev stroškov in zamud, ki so deloma posledica zunanjih dejavnikov, kot so zamude pri odločitvi za nosilno raketo in dodajanje dodatnih sredstev za nepredvidene primere. Do leta 2006 je bila za razvoj JWST porabljena 1 milijarda USD, proračun pa je takrat znašal približno 4,5 milijarde USD. Članek iz leta 2006 v reviji Nature je omenil študijo iz leta 1984, ki jo je izvedel odbor za vesoljske znanosti, ki je ocenil, da bi infrardeči observatorij naslednje generacije stal 4 milijarde ameriških dolarjev (približno 7 milijard ameriških dolarjev v dolarjih iz leta 2006). 
| Year                            | Planned launch | Budget plan (billion USD) |
| ------------------------------- | -------------- | ------------------------- |
| 1997                            | 2007           | 0.5                       |
| 1998                            | 2007           | 1                         |
| 1999                            | 2007 to 2008   | 1                         |
| 2000                            | 2009           | 1.8                       |
| 2002                            | 2010           | 2.5                       |
| 2003                            | 2011           | 2.5                       |
| 2005                            | 2013           | 3                         |
| 2006                            | 2014           | 4.5                       |
| 2008: Preliminary Design Review |                |                           |
| 2008                            | 2014           | 5.1                       |
| 2010: Critical Design Review    |                |                           |
| 2010                            | 2015 to 2016   | 6.5                       |
| 2011                            | 2018           | 8.7                       |
| 2013                            | 2018           | 8.8                       |
| 2017                            | 2019           | 8.8                       |
| 2018                            | 2020           | ≥8.8                      |
| 2019                            | March 2021     | 9.66                      |
| 2021                            | Dec 2021       | 9.70                      |

Teleskop naj bi sprva stal 1,6 milijarde USDTeleskop naj bi sprva stal 1,6 milijarde USD, vendar je ocena stroškov zrasla ves čas zgodnjega razvoja in je do leta 2008 uradno potrjena za začetek gradnje dosegla približno 5 milijard USD. Poleti 2010 je misija opravila svoj Kritični pregled oblikovanja (CDR) z odličnimi ocenami o vseh tehničnih zadevah, vendar je urnik in stroški zdrsov v tem času spodbudil Maryland senatorka Barbara Mikulski, da pozove k neodvisni pregled projekta. Neodvisna celovita revizijska komisija (ICRP), ki ji predseduje J. Casani (JPL), je ugotovila, da je bil najugodnejši možni datum zagona pozno leta 2015 z dodatnimi stroški v višini 1,5 milijarde US $(za skupno 6,5 milijarde US$). Prav tako so poudarili, da bi to zahtevalo dodatna finančna sredstva v FY2011 in FY2012 ter da bi vsak poznejši datum zagona povzročil višje skupne stroške.
6. julija 2011 se je odbor za odobritve za proračun Združenih držav Amerike za trgovino, pravosodje in znanost preselil k preklicu projekta James Webb s predlogom proračuna FY 2012, s katerim je bil iz celotnega proračuna NASA odstranjen 1,9 milijarde AMERIŠKIH DOLARJEV, od tega približno četrtina za JWST. Porabljena je bila 3 milijarde US$, 75 % strojne opreme pa je bilo v proizvodnji. Ta predlog proračuna je bil odobren z glasovanjem pododbora naslednji dan. Odbor je obtožil, da je projekt »milijarde dolarjev nad proračunom in ga je obremenjevalo slabo upravljanje«. Kot odgovor je ameriško astronomsko društvo izdalo izjavo v podporo JWST, prav tako marylandski ameriški senator Barbari Mikulski. Številne redakcije, ki podpirajo JWST, so se pojavile tudi v mednarodnem tisku v letu 201. Novembra 2011 je kongres razveljavil načrte za preklic JWST in namesto tega prekinil dodatna sredstva za dokončanje projekta v višini 8 milijard US$.
Nekateri znanstveniki so izrazili zaskrbljenost zaradi naraščajočih stroškov in časovnih zamud okoli teleskopa Webb, ki je tekmoval s skromnimi proračune za astronomijo in tako ogrožal financiranje drugih programov vesoljske znanosti.  Ker je pobegni proračun preusmeril sredstva iz drugih raziskav, je članek Nature iz leta 2010 opisal JWST kot "teleskop, ki je izstradal astronomijo". 
Pregled proračunskih zapisov NASA in poročil o stanju je ugotovil, da JWST pestijo številne iste težave, ki so vplivale na druge večje projekte Nase. Popravila in dodatna testiranja so vsebovala podcenjevanje stroškov teleskopa, ki ni bil predviden za pričakovane tehnične napake, in zgrešene proračunske projekcije, kar je podaljšalo trajanje projekta in dodatno povečalo stroške. 
27. marca 2018 je NASA sporočila, da bo JWST-ov začetek potisnil nazaj na maj 2020 ali kasneje, in priznala, da bi stroški projekta lahko presegali 8,8 milijarde USD. NASA se je zavezala, da bo po določitvi novega izstrelitvenega okna pri Evropski vesoljski agenciji (ESA) začela revidirano oceno stroškov.
Februarja 2019 je kongres kljub kritikam zaradi poraslih stroškov povečal omejitev stroškov misije za 800 milijonov ameriških dolarjev. 

### Partnerstvo
NASA, ESA in CSA sodelujejo pri teleskopu od leta 1996. Sodelovanje ESA pri gradnji in lansiranju so njeni člani odobrili leta 2003, leta 2007 pa je bil podpisan sporazum med ESA in NASA. V zameno za polno partnerstvo, zastopanje in dostop do observatorija za svoje astronome, ESA zagotavlja instrument NIRSpec, optično klop instrumenta MIRI, lanser Ariane 5 ECA in delovno silo za podporo operacijam.   CSA bo zagotovil senzor za natančno vodenje in spektrograf brez rež za infrardeče slike ter delovno silo za podporo operacijam. 
Več tisoč znanstvenikov, inženirjev in tehnikov v 15 državah je prispevalo k izdelavi, testiranju in integraciji JWST.  V projektu pred zagonom sodeluje skupaj 258 podjetij, vladnih agencij in akademskih institucij; 142 iz ZDA, 104 iz 12 evropskih držav in 12 iz Kanade.  Druge države kot partnerice NASA, kot je Avstralija, so ali bodo sodelovale v operaciji po izstrelitvi. 
Sodelujoče države
- Avstrija
- Belgija
- Kanada
- Češka
- Danska
- Finska
- Francija
- Nemčija
- Grčija
- Irska
- Italija
- Luksemburg
- Nizozemska
- Norveška
- Portugalska
- Španija
- Švedska
- Švica
- Združeno kraljestvo
- ZDA

Maja 2007 je bil sestavljen model teleskopa v polnem obsegu za prikaz v Nacionalnem muzeju letalstva in vesolja Smithsonian Institution v National Mall, Washington, DC. Model je bil namenjen gledalcem, da bi bolje razumeli velikost., obseg in kompleksnost satelita, pa tudi zanimanje gledalcev za znanost in astronomijo nasploh. Model se bistveno razlikuje od teleskopa, saj mora model vzdržati gravitacijo in vremenske razmere, zato je izdelan predvsem iz aluminija in jekla velikosti približno 24 m × 12 m × 12 m (79 ft × 39 ft × 39 ft) in tehta 5.500 kg (12.100 lb). 

### Spor o imenu
Marca 2021 je članek v Scientific Americanu naso pozval, naj ponovno premisli o imenu teleskopa, glede na sume o vpletenosti J.Webba v preganjanje in zapostavljanje LGBTQ  v času administracije Harryja S. Trumana. Septembra 2021 je NASA objavila, da ne namerava preimenovati teleskopa. Nekdanji administrator Sean O'Keefe, ki se je odločil, da imenuje teleskop po administratorju Webbu, je izjavil, da bi webb moral biti "bilo krivično, J. Webba obtoževati za dogajanja, za katera ni nobenih dokazov, da je sodeloval pri njih".

## Poslanstvo - cilji
Vesoljski teleskop Jamesa Webba ima štiri ključne cilje:
- iskati svetlobo iz prvih zvezd in galaksij, ki so se v vesolju tvorile po Velikem poku
- preučevati galaksij in evolucije
- raziskovati nastajanje zvezd in planetov
- preučevati planetarne sisteme in izvor življenja

Te cilje je mogoče učinkoviteje doseči z opazovanjem v bližnji infrardeči svetlobi in ne s svetlobo v vidnem delu spektra. Iz tega razloga instrumenti JWST ne bodo merili vidne ali ultravijolične svetlobe kot Hubble teleskop, ampak bodo imeli veliko večjo zmogljivost za izvajanje infrardeče astronomije. JWST bo občutljiv na razpon valovnih dolžin od 0,6 do 28 μm (kar ustreza oranžni svetlobi in globokemu infrardečemu sevanju pri približno 100 K ali −173 °C ).
JWST se lahko uporablja za zbiranje informacij o zatemnitvi svetlobe zvezde KIC 8462852, ki je bila odkrita leta 2015 in ima nekaj nenormalnih lastnosti svetlobne krivulje. 

### Orbita - načrt
JWST bo krožil okoli Sonca blizu druge Lagrangeove točke ( L2 ) sistema Sonce-Zemlja, ki je 1.500.000 km (930.000 mi) dlje od Sonca kot Zemljina orbita in približno štirikrat dlje od lunine orbite. Običajno bi objekt, ki kroži okoli Sonca dlje od Zemlje, potreboval več kot eno leto, da dokonča svojo orbito. Toda blizu L2 kombinirana gravitacijska sila Zemlje in Sonca omogoča, da vesoljsko plovilo kroži okoli Sonca v istem času, kot zavzame Zemljo. Bivanje blizu Zemlje omogoča, da so hitrosti prenosa podatkov veliko hitrejše za dano velikost antene.
Teleskop bo krožil okoli točke sonce-zemlja L2 po halo tirnici, ki bo nagnjena proti ekliptiki s polmerom polmer med približno 250.000 km (160.000 mi) in 832.000 km (517.000 mi), in periodo približno pol leta. Ker je L2 le ravnotežna točka brez privlačnosti težnosti, halo tirnica ni orbita v običajnem smislu: vesoljsko plovilo je dejansko v orbiti okoli Sonca, halo orbito pa lahko vidimo kot nadzorovano nihanje, da ostane v bližini točke L2. To zahteva nekaj popravljanja: približno 25 m/ letno od skupnega ∆v proračuna 93 m/s. Dve potisni enoti predstavljata pogonski sistem opazovalnice. Ker se nahajajo samo na strani opazovalnice obrnjeni proti Soncu, so vse operacije vodenja postaj zasnovane tako, da nekoliko podprejo zahtevano količino potiska, da bi se izognili poriniti JWST preko pol-stabilne točke L2, kar bi bilo usodno.

### Infrardeča astronomija
JWST je formalni naslednik vesoljskega teleskopa Hubble (HST), in ker je njegov primarni poudarek na infrardeči astronomiji, je tudi naslednik vesoljskega teleskopa Spitzer. JWST bo daleč presegel oba teleskopa, saj bo lahko videl veliko več in veliko starejših zvezd in galaksij.  Opazovanje v infrardečem spektru je ključna tehnika za dosego tega zaradi kozmološkega rdečega premika in zato, ker bolje prodira v zasenčeni prah in plin. To omogoča opazovanje bolj zatemnjenih in hladnejših predmetov. Ker vodna para in ogljikov dioksid v zemeljskem ozračju močno absorbirata večino infrardečega zraka, je zemeljska infrardeča astronomija omejena na ozka območja valovnih dolžin, kjer atmosfera absorbira manj močno. Poleg tega sama atmosfera seva v infrardečem spektru, pogosto preplavi svetlobo iz opazovanega predmeta. Zaradi tega je za infrardeče opazovanje prednostni vesoljski teleskop. 
Bolj kot je predmet oddaljen, mlajši je; njena svetloba je trajalo dlje, da je dosegla človeške opazovalce. Ker se vesolje širi, ko svetloba potuje, postane rdečo prestavljena, predmete na skrajnih razdaljah pa je zato lažje videti, ali se vidijo v infrardeči. Infrardeče zmogljivosti . JJWST naj bi mu dovolile, da se vrne v čas do prvih galaksij, ki se tvorijo le nekaj sto milijonov let po Velikem poku. 
Infrardeče sevanje lahko svobodneje prehaja skozi regije kozmičnega prahu, ki sipajo vidno svetlobo. Opazovanja infrardečega spektra omogočajo preučevanje predmetov in regij vesolja, ki bi bili zakriti s plinom in prahom v vidnem spektru, kot so molekularni oblaki, kjer se zvezde rodijo, ob-zvezdni diski, ki privzamejo planete, in aktivni galaktični centri.
Relativno hladni predmeti (temperature manj kot nekaj tisoč stopinj) oddajajo sevanje predvsem v infrardečem, kot je znano po Planckovem zakonu. Zaradi tega je večina predmetov, ki so hladnejši od zvezd, bolje raziskana v infrardeči . To vključuje oblake medzvezdnega medija, rjavih pritlikavcev, planetov tako v naših kot drugih sončnih sistemih, kometih in telesih v Kuiperjevem pasu, ki jih bomo opazovali s srednjim infrardečim instrumentom (MIRI) .
Nekatere misije v infrardeči astronomiji, ki so vplivale na razvoj JWST so bile Spitzer in WMAP (Wilkinson Mikrovalovna preiskava anizotropije). Spitzer je pokazal pomen srednjega infrardečega, kar je koristno za naloge, kot je opazovanje diskov prahu okoli zvezd. Prav tako je sonda WMAP pokazala, da je vesolje "zasvetilo" pri z okoli 17, kar je še dodatno poudarilo pomen srednjega infrardečega področja. Obe misiji sta bili začeti v začetku leta 2000, pravočasno, da bi vplivali na razvoj JWST. 

### Zemeljska podpora in operacije
Znanstveni institut za vesoljski teleskop (STScI), v Baltimoreu, Maryland, na terenu Univerze Johns Hopkins, so izbrali za Znantveni in operativni center (Science and Operations Center - S&OC) projekta JWST z začetnim predračunom US$162.2 milijonov za prvo leto po lansiranju. V tej vlogi bo STScI odgovoren za znanstveno delovanje teleskopa in dostavo podatkovnih produktov astronomski skupnosti. Podatki bodo od JWST do tal šli prek omrežja NASA Deep Space Network; obdelali in kalibrirali jih bodo na STScI, nato pa se bodo preko spleta distribuirali astronomom po vsem svetu. Podobno kot pri Hubbleu bo lahko vsakdo, kjerkoli na svetu, vložil predloge za opazovanja. Vsako leto bo več odborov pregledalo predložene predloge in izbrale projekte, ki jih bodo opazovali v naslednjem letu. Avtorji izbranih predlogov bodo običajno imeli eno leto zasebnega dostopa do novih opažanj, po katerem bodo podatki postali javno dostopni za prenos s strani vseh iz spletnega arhiva na STScI.
Pasovna širina in digitalna kapaciteta vozila je zasnovana tako, da posreduje do 458 gigabitov podatkov na dan za čas misije. Večino obdelave podatkov na teleskopu opravijo običajni eno-ploščni računalniki. Pretvorbo analognih znanstvenih podatkov v digitalno obliko izvaja po meri zgrajen Sistem za digitalizacijo slik, izboljšanje, nadzor in pridobivanje aplikacij (SIDECAR ASIC). NASA navaja, da bo SIDECAR ASIC velikosti 3 cm (1,2 in) in teže 9,1 kg (20 lb) porabil le 11 milivatov moči za te namene. Ker je treba to pretvorbo opraviti blizu detektorjev, bo majhna moč uporabe tega integriranega vezja na hladni strani teleskopa ključnega pomena za ohranjanje nizke temperature, potrebne za optimalno delovanje JWST.

## Napredek misije - od lansiranja naprej

### Izstrelitev in dolžina misije
Opazovalnica je bila pritrjena na Ariane 5 preko obroča za prilaščanje izstrelitvenega vozila, ki bi ga lahko prihodnje vesoljsko plovilo uporabilo za reševanje opazovalnice za odpravljanje težav z bruto uvedbo.
Znanstveniki in inženirji, ki so delali na projektu, so opisali svoje občutke pričakovanja in tesnobe glede uvedbe izčrpno preizkušenega  skoraj 10 milijard dolarjev vrednega instrumenta, pri tem pa so komentirali, da bi bil to »vznemirljiv trenutek« in da se bodo ves čas počutili »srhljivo«. Izstrelitev (imenovana Ariane flight VA256) je potekala po urniku ob 12:20 UTC 25. decembra 2021 na raketi Ariane 5, ki se je vzletela iz vesoljskega centra Guiana v Francoski Gvajani.  Po Uspešno izstrelitev je administrator NASA Bill Nelson imenoval "odličen dan za planet Zemljo". Teleskop je potrdil, da prejema moč in da začenja dvotedensko fazo uvajanja svojih delov   na poti na svoj cilj.  Teleskop je bil izpuščen iz zgornje stopnje 27 minut 7 sekund po izstrelitvi in začel 30-dnevno pot bo teleskop namestila v halo orbito okoli točke L2 Lagrange.
Teleskop je bil izstreljen s hitrostjo, ki je bila malo pod hitrostjo za končno orbito, poleg tega pa se bo upočasnil na poti proč od Zemlje in dosegel L2 z le hitrostjo, potrebno za vstop v njeno tirnico. Let načrtuje tri načrtovane popravke hitrosti in smeri. Tako lahko observatorij popravi prenizko hitrost (ne pa, če leti gre prehitro: vesoljsko plovilo se ne more obrniti in uporabiti rakete za upočasnitev, saj bi občutljive instrumente izpostavil soncu).

Nazivni čas misije teleskopa je pet let, s ciljem deset let.. Načrtovanih pet let se začne po šestmesečni fazi priprave. L2 orbita je nestabilna, zato mora JWST s pogonom vzdrževati svojo halo orbito okoli L2, da teleskop ne zaide iz orbite. S sabo je imel goriva za 10 let, vendar sta bili natančnost izstrelitve Ariane 5 in prvega vmesnega popravka tako ugodni, da lahko JWST ostane v orbiti do 20 let.
- Ariane 5 in JWST na izstrelišču ELA-3
- Ariane 5 s JWST nekaj trenutkov po zagonu
- JWST kmalu po ločitvi od zgornje stopnje, približno 29 minut po izstrelitvi. V ozadju je videti del Zemlje - Adenski zaliv.[172]

### Pot od Zemlje do L2 in razporeditev
Sončna plošča za proizvodnjo električne energije je bila nameščena na dan izstrelitve, minuto in pol po tem, ko se je teleskop ločil od druge stopnje rakete Ariane;   to se je zgodilo nekoliko prej, kot je bilo pričakovano, ker je bila rotacija med izstrelitvijo veliko bliže idealnem trenutku, kot pa so to predvidevali. Ločitev in razširitev sončnih baterij je bilo videti v prenosu v živo s kamere na raketi. 
Ob 7:50 popoldan EST 25. decembra, približno 12 ur po izstrelitvi, je par primarnih raket teleskopa začel streljati 65 minut, da bi naredil prvi od treh načrtovanih popravkov sredi poti.  Naslednji dan se je se je samodejno aktivirala komunikacijska antena z visokim ojačevanjem. 
27. decembra, 60 ur po izstrelitvi, so Webbove rakete izstrelile devet minut in 27 sekund, da so naredile drugo od treh popravkov sredi poti, da je teleskop prispel na cilj L2.  28. decembra, tri dni po lansiranju, so kontrolorji misije začeli večdnevno uvajanje Webbovega nadvse pomembnega sončnega ščita. Kontrolorji so pošiljali ukaze, ki so uspešno spustili sprednjo in zadnjo strukturo palet, ki vsebujeta sončni ščit. Ta postavitev je pred dejanskim odvijanjem in razširitvijo občutljivih zaščitnih membran, ki jih v naslednjem koraku izvlečejo iz palet s teleskopskimi nosilci.  
29. decembra so kontrolorji uspešno razširili razmestitveni stolpni sklop, cev podoben steber, ki je razstavil dva glavna segmenta observatorija, teleskop z ogledali in znanstvenimi instrumenti ter »vodilo« z elektroniko in pogonom. Sestava se je podaljšala za 48 in (1.200 mm) v procesu, ki je trajal šest ur in pol, vključno s številnimi pripravljalnimi ukazi. Namestitev je ustvarila potrebno razdaljo med segmenti JWST, da se omogoči ekstremno hlajenje teleskopa in prostor za odpiranje sončnega ščita.   30. decembra so kontrolorji uspešno opravili še dva koraka pri razpakiranju observatorija. Prvič, poveljniki so uporabili zadnji "momentum loput", napravo, ki zagotavlja ravnotežje proti pritisku sonca na sončni ščit in prihrani gorivo z zmanjšano potrebo po pogodnu raket za ohranitev orientacije.  Nato je nadzor misije sprostil in zavihal prevleke, ki ščitijo sončni ščit in ga prvič izpostavijo vesolju.  
31. decembra je kopenska ekipa razširila dve teleskopske "srednji ograji" z leve in desne strani observatorija in potegnila pet membran za zaščito pred soncem iz njihovega zloženega odlagališča v sprednji in zadnji paletah, ki so bile spuščene tri dni prej.  Namestitev levega boka (glede na smer glavnega ogledala) je bila zakasnjena, ko nadzor misije na začetku ni prejel potrditve, da se je pokrov sončnega ščita v celoti zavihal. Po pregledu dodatnih podatkov za potrditev je ekipa nadaljevala s podaljšanjem ogrodja.  Leva stran je bila razporejena v 3 urah in 19 minutah; desna stran je trajala 3 ure in 42 minut.   S tem korakom je Webbov sončni ščitnik spominjal na svojo popolno obliko v obliki zmaja in se je razširil na celotno širino 47 čevljev. Ukazi za ločevanje in napenjanje membran naj bi sledili  kar naj bi trajalo več dni. 
Po počitku na novoletni dan je zemeljska ekipa za en dan odložila napenjanje sončnih ščitnikov, da je pustila čas za optimizacijo palete sončnih kolektorjev v observatoriju in nekoliko prilagodila orientacijo observatorija, da bi ohladila nekoliko bolj vroče od pričakovanih motorjev za postavitev sončnih ščitnikov.  Napenjanje prve plasti, ki je najbližja soncu in največja od petih v sončnem ščitu, se je začela 3. januarja 2022 in je bila končana ob 3:48. popoldan EST  Napenjanje drugega in tretjega sloja se je začelo ob 4:09 popoldan EST in je trajalo dve uri in 25 minut.  4. januarja so kontrolorji uspešno napeli zadnji dve plasti, štiri in pet, in nalogo opravili ob 11.59. am EST 
5. januarja 2022 je nadzor misije uspešno uporabil sekundarno ogledalo teleskopa, ki se je zaskočilo na dovoljeno odstopanje približno milimeter in pol. 
7. januarja 2022 je NASA namestila in zaklenila stransko ploščo glavnega ogledala.  Temu prvemu koraku je 8. januarja 2022 sledila namestitev zrcalne plošče na desni strani, kar je pomenilo popolno strukturno postavitev observatorija.  Vsaka plošča je sestavljena iz treh primarnih zrcalnih segmentov in jih je bilo treba zložiti, da je bilo mogoče vesoljski teleskop namestiti v ohišje rakete Ariane za izstrelitev teleskopa. Dva tedna po lansiranju je bila izjemno zapletena namestitev izvedena, kot je bilo načrtovano.  
Skoraj mesec dni po izstrelitvi se je opravila še ena korekcija poti, da se JWST postavi v orbito halo okoli Sonca-Zemlja L2. 

## Dodelitev časa opazovanja
JWST čas opazovanja se dodeli prek programa Splošni opazovalci (GO), programa zajamčenih časovnih opazovanj (GTO) in programa za diskrecijo za zgodnje sproščanje (DD-ERS). Program GTO zagotavlja zagotovljen čas opazovanja znanstvenikom, ki so razvili komponente strojne in programske opreme za observatorij. Go program ponuja vsem astronomom možnost, da zaprosijo za čas opazovanja in bo predstavljal velik del opazovalnega časa. Go programe izbere odbor za dodeljevanje časa (TAC), ki je podoben postopku pregleda predloga, ki se uporablja za vesoljski teleskop Hubble.

### Znanstveni program zgodnje objave
Novembra 2017 je Inštitut za znanost o vesoljskem teleskopu napovedal izbor 13 direktorjevih programov za znanost o zgodnjih opazovanjih (DD-ERS), izbranih na osnovi razpisa.  Opazovanja v JWST po koncu obdobja komisije. Teh 13 programov bo v prvih petih mesecih znanstvenega delovanja je prejelo skupno 460 ur opazovanja, ki segajo v znanstvene teme, vključno s Sončnim sistemom, ekso planeti, zvezdami in tvorbo zvezd, bližnjimi in oddaljenimi galaksijami, gravitacijskimi lečami in kvazarji.

### Program za splošna opazovanja
Za cikel GO 1 je bilo na voljo 6000 ur opazovalnega časa za dodelitev, predloženih pa je bilo 1173 predlogov, ki zahtevajo skupno 24.500 ur opazovalnega časa.  Izbor programov Ciklus 1 GO je bil objavljen 30. marca 2021, odobrenih je bilo 266 programov, med njimi 13 velikih programov in programov, ki proizvajajo podatke za javni dostop.